# 皮埃尔·范德韦斯特赫伊曾
皮埃尔·范德韦斯特赫伊曾（英語：Pierre van der Westhuyzen，2003年8月18日—），澳大利亚男子皮划艇运动员，2022年世界U23皮划艇竞速锦标赛男子四人皮艇500米铜牌得主、2024年夏季奥林匹克运动会男子四人皮艇500米银牌得主。